# Jossi Wieler
Jossi Wieler, född 6 augusti 1951 i Kreuzlingen i Thurgau, är en schweizisk teaterregissör.

## Biografi
Jossi Wieler studerade regi vid Tel Avivs universitet och debuterade som regissör på Teatron Habima i Tel Aviv 1979. 1980-1982 arbetade han som regiassistent vid Schauspielhaus Düsseldorf och därefter frilansade han som regissör i Heidelberg, Bonn, Stuttgart, Basel, Hamburg, Zürich, München och Salzburg. Redan 1979 var han den förste att regissera en pjäs av Elfriede Jelinek, hennes debutpjäs Was geschah, nachdem Nora ihren Mann verlassen hatte (Vad som hände efter att Nora lämnat sin man), och därefter har han satt upp de flesta av hennes pjäser. 1994 prisades han som årets regissör av den prestigefulla tidskriften Theater heute för uppsättningen av Jelineks Wolken.Heim på Deutsches Schauspielhaus i Hamburg, en uppsättning som också bjöds in till Berliner Theatertreffen. Första gången någon av hans uppsättningar bjöds in till Theatertreffen var 1986 med Amphitryon av Heinrich von Kleist på Schauspiel Bonn. Hans uppsättningar valdes ut också 2002 och 2005; Euripides Alkestis respektive Paul Claudels Mittagswende, båda på Münchner Kammerspiele. Första gången han regisserade opera var 1993 då han satte upp La clemenza di Tito av Wolfgang Amadeus Mozart på Oper Stuttgart. Sedan 2011 är han chef för denna opera. Bland övriga utmärkelser han tilldelats kan nämnas Konrad-Wolf-Preis 2002, Deutscher Theaterpreis Der Faust 2006 och Nestroy-Theaterpreis 2009.